# Cumulusfjellet
Das Cumulusfjellet ist ein 2335 m hoher Berg im Mühlig-Hofmann-Gebirge im ostantarktischen Königin-Maud-Land. Er ragt nördlich der Klippen der Høgsenga auf.
Teilnehmer der Dritten Norwegischen Antarktisexpedition (1956–1960) kartierten ihn anhand geodätischer Vermessungen und Luftaufnahmen. Benannt ist er nach der Wolkenform Cumulus.